# Kiev Major
The Kiev Major (також Київський мейджор або Київський мажор) — міжнародний кіберспортивний турнір з комп'ютерної гри Dota 2, який відбувся 24—30 квітня 2017 року в Києві.
У змаганні брали участь шістнадцять найсильніших команд світу. Вперше в історії турнір найвищого рівня з Dota 2, організований розробником гри компанією Valve, пройшов на території колишнього Східного блоку. Ігри групової стадії проходили без глядачів, а матчі плей-оф пройшли на сцені Національного палацу мистецтв «Україна» за присутності понад 4 тис. глядачів.
Призовий фонд Kiev Major склав три мільйони доларів США. Переможцем турніру став європейський колектив OG, що в фіналі здолав команду Virtus.pro, за яку виступали українці Володимир Міненко («Noone») та Ілля Іллюк («Lil») під керівництвом українського тренера Івана Антонова («Artstyle»).
Вирішальній грі турніру присвячений епізод документального серіалу True Sight (укр. Справжній зір).

## Історія появи турніру
Змагання з Dota 2 проводяться з 2011 року, коли компанія-розробник Valve Corporation випустила бета-версію комп'ютерної гри, що була продовженням однієї з карт Warcraft III Defense of the Ancients, родоначальниці жанру MOBA (укр. Багатокористувацька онлайнова бойова арена). Команди «світла» та «пітьми» змагались між собою, намагаючись зруйнувати головну будівлю опонента. Кожен з п'яти гравців в команді обирав одного героя, керуючи його здібностями та артефактами, але перемога залежала від їхньої взаємодії.
Після виходу Dota 2 Valve анонсували кіберспортивний турнір The International 2011 із безпрецедентним призовим фондом: найкраща команда турніру отримувала один мільйон доларів США. Після перемоги українського колективу Natus Vincere на дебютному для Valve турнірі стало зрозуміло, що Dota 2 — це не лише звичайна комп'ютерна гра, а й ефектна кіберспортивна дисципліна зі своїми шанувальниками та фанатами.
Турніри серії The International стали щорічними та проводились в американському Сіетлі. У 2015 році на додаток до «Інтернешнла» Valve запустила серію турнірів The Dota Major Championships (укр. Великі чемпіонати по Доті). Так звані «мейджори» або «мажори» стали проводитися кілька разів на рік, у великих містах по всьому світу. Перші чотири турніри прийняли Франкфурт, Шанхай, Маніла та Бостон. З огляду на наявний досвід проведення в СНД кіберспортивних турнірів меншого масштабу, у спільноті очікували, що рано чи пізно найбільше кіберспортивне шоу завітає і до східноєвропейського регіону. Нарешті, у грудні 2016 року на бостонському «мейджорі» організатори оголосили, що наступний турнір має відбутися у Києві.

## Місце проведення

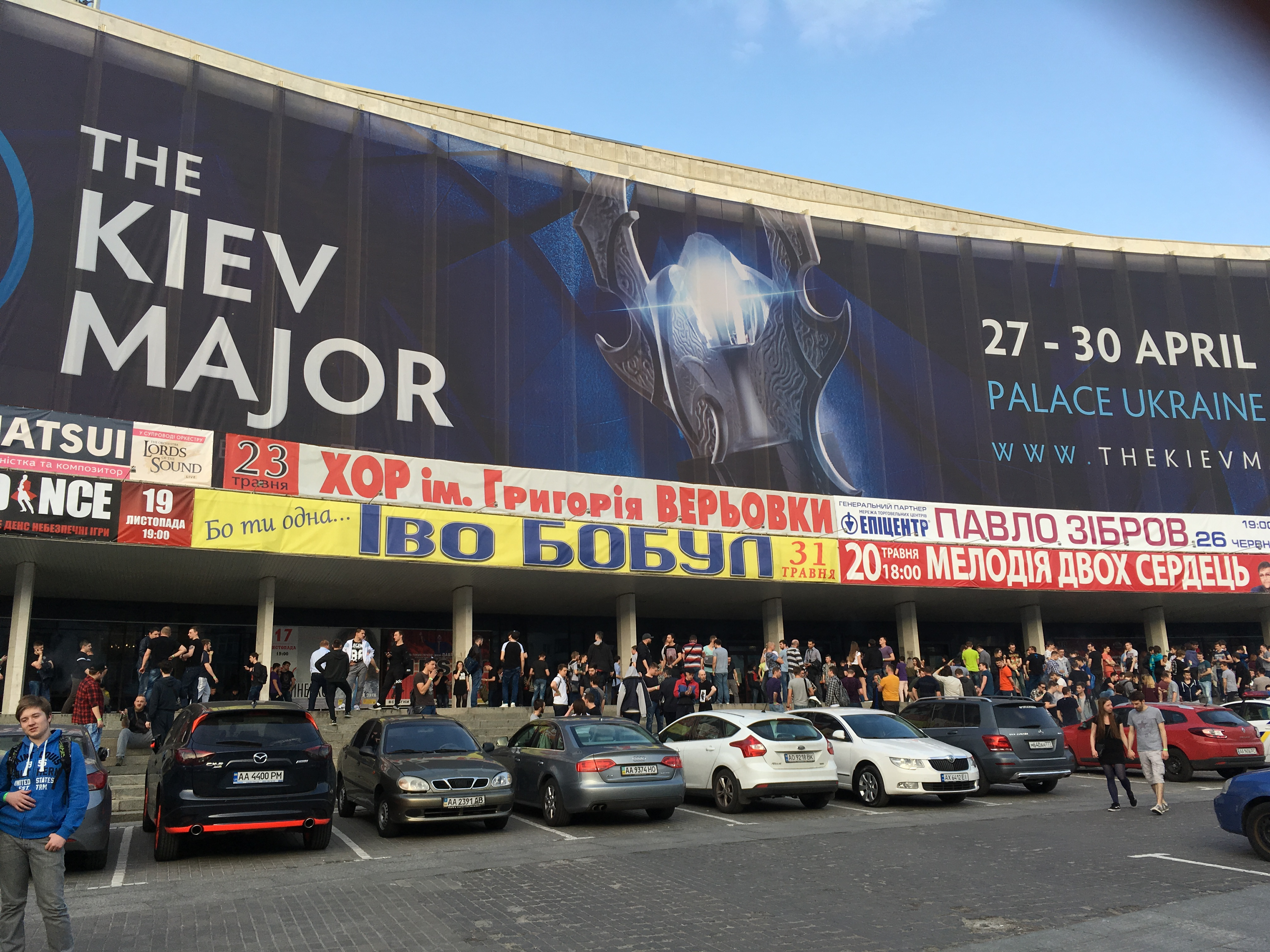
Турнір Kiev Major пройшов в Палаці «Україна», Київ

Попередні «мейджори» у 2015—2016 роках проводили три різні компанії: ESL, Perfect World та PGL. Попри шалені гроші, яки витрачались на організацію, деякі з «мейджори» було організовано жахливо: так, в журналі PC Gamer турнір в Шанхаї назвали «першою у світі крінжовою комедією з призовим фондом 3 млн доларів». Проведення змагань у Києві було доручено компанії PGL, яка минулого року успішно впоралась із DreamHack 2016 у Бухаресті, Manila Major та Boston Major.

Організатори турніру подібного масштабу зіткнулися із низкою проблем. У першу чергу, у зв'язку з проведенням у Києві відбіркового турніру до чемпіонату світу з хокею, а також з майбутнім Євробаченням, не вдалося використати Палац спорту та Міжнародний виставковий центр, що підходили б найкраще. У результаті дати турніру трохи змінились, фінальну частину було перенесено з 20-23 квітня на 27-30 квітня. Місцем проведення став палац мистецтв «Україна», що вміщував менш як чотири тисячі глядачів і був непристосований до кіберспортивних змагань.

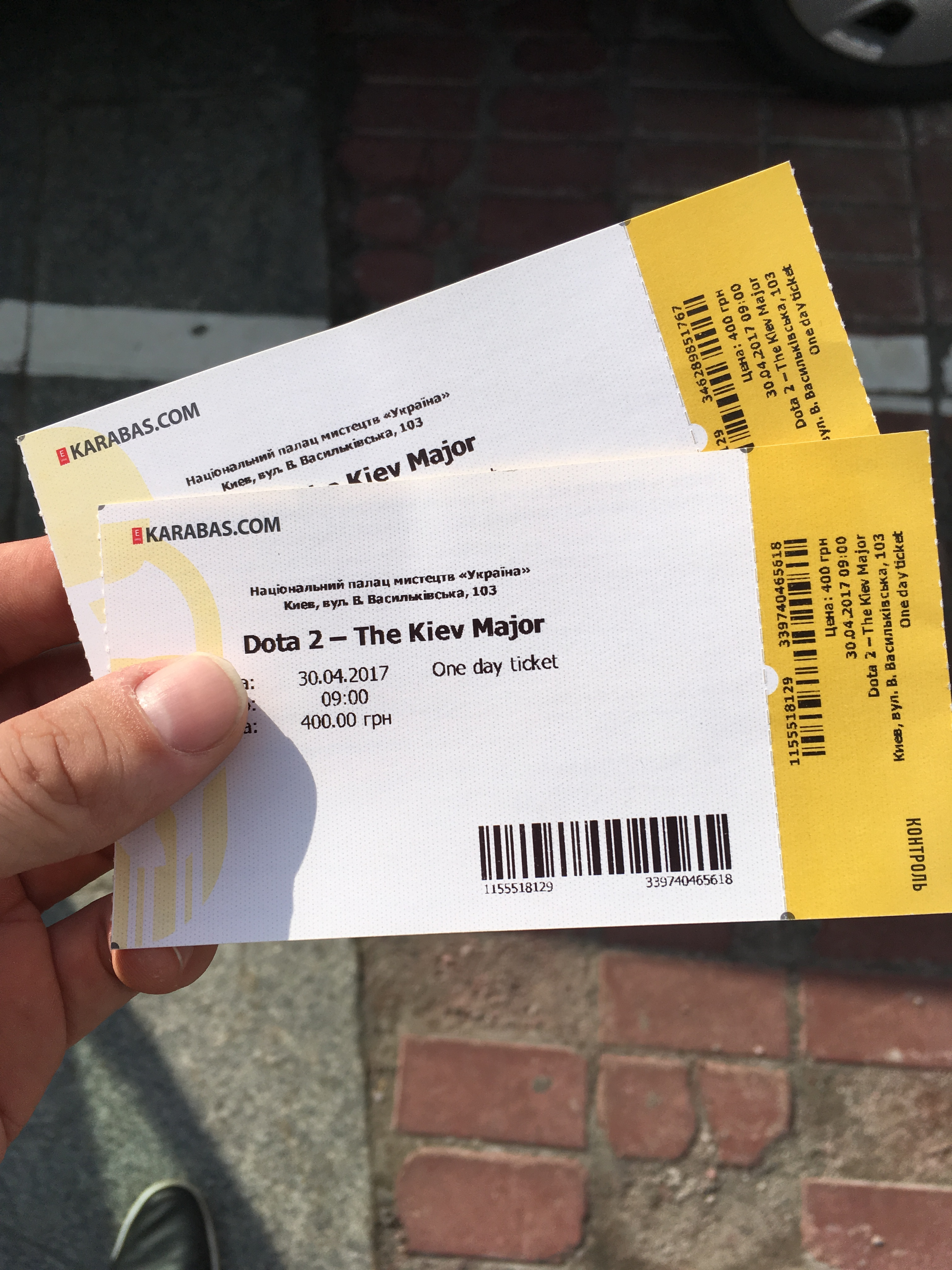
Квитки на змагання можна було придбати в місцевих касах.

Внаслідок малої місткості арени гостро постало питання купівлі квитків. Ігрова спільнота лише в Росії та Україні перевищувала 200 тисяч осіб, тоді як місце проведення турніру вміщувало менше ніж 4 000 глядачів. Щоб полегшити процес купівлі квитка, про початок продажу було оголошено завчасно в офіційному блозі Dota 2. Квитки мали з'явитись в продажу о десятій ранку 22 лютого, і коштували від 130 гривень на перші дні до 400 гривень (близько 16 доларів США) на фінальний день змагань. Було рекомендовано заздалегідь створити обліковий запис на сайті з продажу квитків «Карабас», а також використовувати спеціальний конвертер, щоб перетворити східноєвропейський час на локальний та зайти на сайт вчасно. У зазначений день з'ясувалося, що сайт не готовий до напливу користувачів, і онлайн-продаж завершився, так і не розпочавшись. Усі квитки на чотири дні змагань було продано за двадцять хвилин з офлайнових кас. Це викликало неабияке обурення спільноти, а також побоювання, що інцидент підірве довіру до регіону та позбавить його нових великих турнірів.

## Учасники турніру

### Запрошені команди
2 березня 2017 року організатори анонсували вісім команд, які отримали пряме запрошення для участі у Kiev Major. Власники бойового пропуску мали можливість спостерігати всередині Dota 2, як кожні п'ять хвилин оголошується черговий запрошений колектив.
Корпорація Valve ніколи не озвучувала критерії, за якими команди отримують запрошення, проте вважалося, що чотири найкращі команди попереднього «мейджору» гарантують собі заповітний «інвайт». Команди OG, Ad Finem, Digital Chaos та Evil Geniuses, які потрапили в четвірку найкращих на Boston Major, дійсно отримали прямі путівки на київський турнір. Їхня стабільна форма була підтверджена й іншими вдалими виступами: OG виграли три з чотирьох «мейджорів», Evil Genius здобули перемогу на турнірі DotaPit, Digital Chaos стали чемпіонами ESL One Genting 2017, і лише Ad Finem після здобутого «срібла» на бостонському «мейджорі» не змогли відзначитися на жодному з великих змагань.
Окрім призерів Boston Major прямі запрошення отримали ще чотири колективи. Попри невдалі виступи, Valve дали можливість взяти участь у київському турнірі переможцю чемпіонату світу The International 2016, команді Wings Gaming. Також до учасників приєднався китайський колектив Newbee, який посів друге місце на ESL One Genting і переміг на турнірі DPL, що зібрав найсильніші команди китайського регіону. Ще один «інвайт» дістався команді VG.J, яка була створена лише у вересні 2016 року, проте складалася з відомих китайських гравців, включаючи чотирьох віцечемпіонів світу. Нарешті, останнє запрошення отримала команда Team Liquid, яка напередодні «мейджору» стала чемпіоном третього сезону ліги StarLadder.

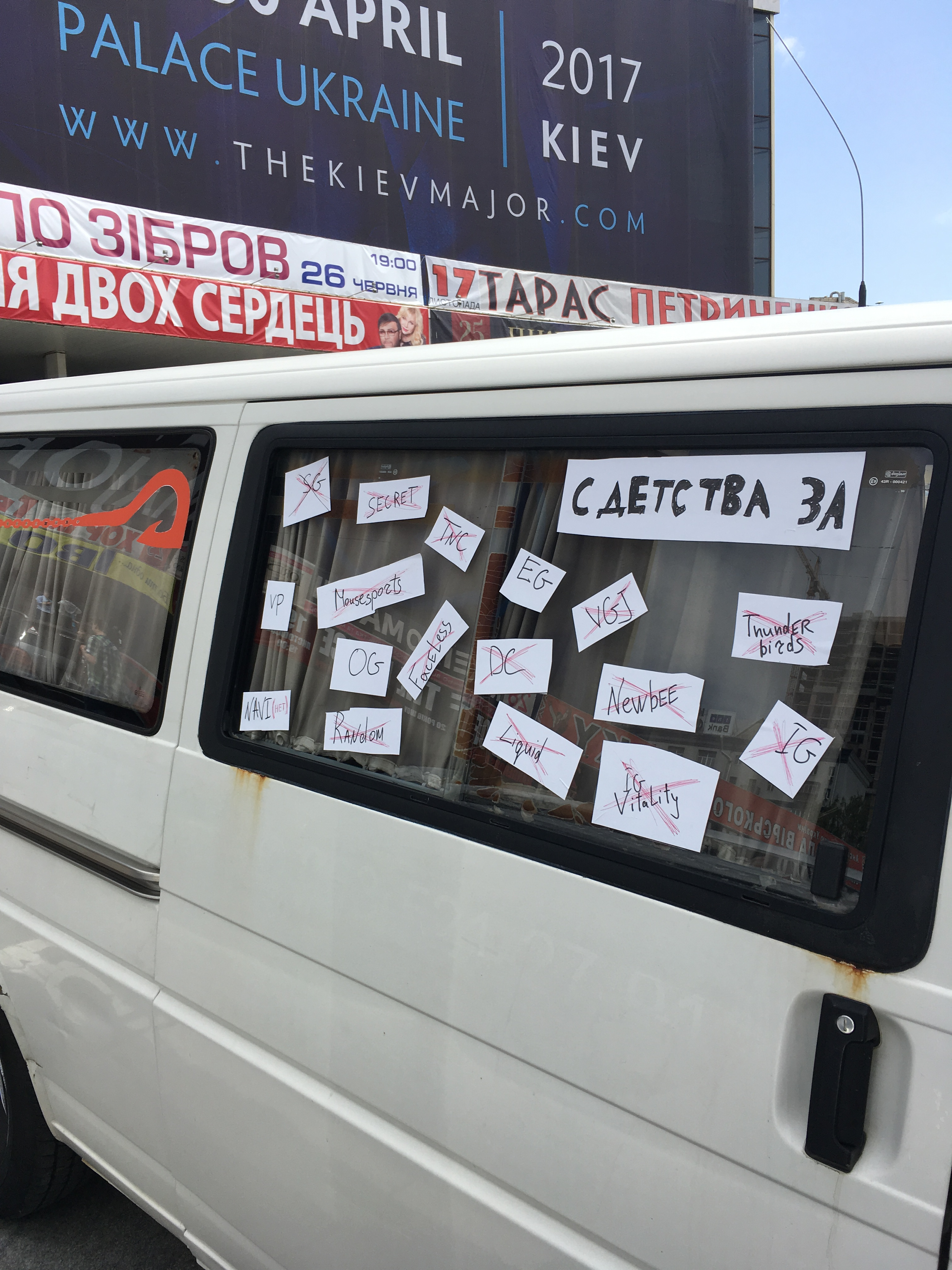
Жартівливий напис на автобусі вболівальників: «З дитинства за SG, Secret, TNS, EG, VGJ, Thunderbirds, VP, Mousesports, OG, Faceless, DC, Newbee, IG, NAVI (ні), Random, Liquid, IG Vitality»

### Переможці регіональних кваліфікацій
В середині березня завершилися регіональні кваліфікації та визначився повний перелік учасників Kiev Major. У кожному регіоні пройшли спочатку відкриті кваліфікації, в яких могли брати участь усі бажаючі колективи, а потім і закриті відбіркові, де заздалегідь відібрані найкращі команди регіонів змагались з переможцями відкритих кваліфікацій. За підсумками групового етапу чотири найкращі команди кожного регіону змагалися в плейоф, визначаючи один чи два колективи, що отримували путівку на Kiev Major. Китаю та Південно-Східній Азії було відведено два слоти, а з Європи, СНД, Північної та Південної Америки відібралися по одній найкращій команді.
Першими переможцями кваліфікацій стала російська команда Virtus.Pro, яка перемогла у фіналі українців з Natus Vincere, для яких київський турнір став би домашнім. Team Secret впевнено виграли європейські відбіркові, не програвши у плей-оф жодної карти. У північноамериканському регіоні переможцем несподівано стала команда Team Onyx, яка обіграла у гранд-фіналі фаворита відбіркових Complexity. На півдні Америки першими стали бразильці із SG e-sports, а перуанська команда Not Today, що пройшла через відкриті кваліфікації, стала другою, зупинившись за крок від отримання путівки до Києва.
Передостанніми визначилися учасники «мейджору», які представляли Південно-Східну Азію. Дві путівки дісталися сінгапурській команді Team Faceless, а також філіппінцям з TNC Pro Team. Нарешті, останніми учасниками Kiev Major, найкращими в китайському регіоні, стали переможці кваліфікацій iG Vitality та володарі другого місця Invictus Gaming.
Всі учасники регіональних кваліфікацій.
● — запрошена команда. ■ — переможець відкритих кваліфікацій. 
| Китай 1. Invictus Gaming ● — переможець 2. iG.Vitality ● — переможець 3. Vici Gaming ■ 4. CDEC Gaming ● 5. Vici Gaming Potential ● 6. LGD Gaming ● 7-8. LGD.Forever Young ● 7-8. Team Max ■ 9. Cavalry Gaming ● 10. Young Elite ■ | Південно-Східна Азія 1. Team Faceless ● — переможець 2. TNC Pro Team ● — переможець 3. Mineski ● 4. Clutch Gamers ● 5. Team Bazaar ■ 6-7. Execration ● 6-7. Geek Fam ● 8. Team Bazaar.Youth ■ 9. Rex Regum Qeon ● 10. Prestige World Wide ■ | СНД 1. Virtus.Pro ● — переможець 2. Natus Vincere ● 3. Team Empire ● 4. Team Spirit ● 5. Comanche ● 6-7. Vega Squadron ● 6-7. Effect ● 8. F.R.I.E.N.D.S. ● 9. Hive ■ 10. Double Dimension ■ |

| Європа 1. Team Secret ● — переможець 2. Alliance ● 3. Team B)ears ● 4. Ninjas in Pyjamas ● 5-6. Cloud9 ● 5-6. Elements Pro ● 7. 4 protect five ■ 8. Prodota Gaming ■ 9. BeanBoys ■ 10. ALTERNATE aTTaX ● | Північна Америка 1. Team Onyx ● — переможець 2. Compexity Gaming ■ 3. Team NP ● 4. Team Freedom ● 5. Is GG ■ 6. FireDota ■ 7. Wheel Whreck While Whistling ■ | Південна Америка 1. SG esports ● — переможець 2. Not Today ■ 3. Midas Club ● 4. Infamous ■ 5-6. Vultur Gaming ■ 5-6. Unknown ■ 7. Mad Kings ■ 8-9. Luccini ■ 8-9. Union Gaming ■ 10. Sasola de lixo ■ |

### Підсумковий список команд
Після того, як визначився остаточний список команд-учасників, кіберспортивні ЗМІ та букмекерські компанії поділилися своєю думкою щодо шансів команд на перемогу у турнірі. Так, ESPN відніс до фаворитів команди OG та Invictus Gaming, а найближчими переслідувачами назвав Team Secret та Virtus.pro. Схожої думки дотримувалася букмекерська компанія GG.bet, називаючи найімовірнішими переможцями OG, Invictus Gaming та Evil Geniuses (Virtus.pro — п'яті).
За кілька тижнів до початку турніру з різних причин кілька команд змінили назву. Гравці грецької команди Ad Finem, запрошеної на турнір, припинили використання тега у березні 2017 і під час виступів у фінальній частині представляли німецьку організацію Mousesports. Крім цього, оригінальні склади розірвали контракти з організаціями Digital Chaos та Wings Gaming, взявши участь у турнірі під назвами Thunderbirds та Team Random. Попри втрату переможного складу, тег Digital Chaos все ж був представлений на турнірі, оскільки організація встигла підписати склад Team Onyx, що пробився у фінальну частину «мейджору».

### Склади команд
Номери гравців відповідають їхнім позиціям: керрі (1), мідлейнер (2), офлейнер (3), четвірка (4) та сапорт (5). Т. — тренер.
| Team Random запрошена команда 1. shadow 2. bLink 3. Faith_bian 4. y` 5. iceice | OG запрошена команда 1. N0tail 2. ana 3. s4 4. JerAx 5. Fly Т: 7ckngMad | mousesports запрошена команда 1. Madara 2. ThuG 3. SkyLark 4. Maybe Next Time 5. SsaSpartan Т: SKANKS224 | Team Liquid запрошена команда 1. MATUMBAMAN 2. Miracle- 3. MinD_ContRoL 4. GH 5. KuroKy Т: Heen |

| Evil Geniuses запрошена команда 1. Arteezy 2. Suma1L 3. UNiVeRsE 4. zai 5. Cr1t- Т: Fear | Thunderbirds запрошена команда 1. Resolut1on 2. w33 3. MoonMeander 4. MiSeRy 5. Saksa Т: Blitz, EternaLEnVy | Newbee запрошена команда 1. uuu9 2. Sccc 3. kpii 4. Faith 5. Kaka Т: SanSheng | Team VGJ запрошена команда 1. Agressif 2. Freeze 3. rOtk 4. fy 5. Fenrir |

| Digital Chaos Північна Америка 1. mason 2. Abed 3. BuLba 4. DuBu 5. DeMoN Т: Waytosexy | SG e-sports Південна Америка 1. hFn 2. 4dr 3. Tavo 4. KINGRD 5. c4t | Team Secret Європа 1. MP 2. MidOne 3. Khezu 4. Puppey 5. pieliedie | Virtus.pro СНД 1. RAMZES666 2. No[o]ne 3. 9pasha 4. Lil 5. Solo Т: Artstyle |

| iG Vitality Китай 1. Paparazi 2. Sakata 3. InJuly 4. super 5. dogf1ghts | Invictus Gaming Китай 1. BurNIng 2. Op 3. Xxs 4. BoBoKa 5. Q | Team Faceless Південно-Східна Азія 1. Black^ 2. Jabz 3. iceiceice 4. xy- 5. NutZ Т: WinteR | TNC Pro Team Південно-Східна Азія 1. Raven 2. Kuku 3. Sam_H 4. Tims 5. ryOyr Т: Kipspul |

## Висвітлення турніру
Для трансляції турніру традиційно використовувалась стрімінгова платформа Twitch. Спеціально для київського турніру також було запущено безплатну трансляцію ігор у соціальній мережі «Вконтакте». Разом з датами проведення змагань, Valve оголосили список з-понад сорока «талантів» — ведучих, коментаторів та аналітиків, у тому числі колишніх професійних гравців — яких було запрошено до Києва для висвітлення турніру. Трансляція відбувалась зусиллями трьох студій: англомовним «хостом» був Пол Шалонер («ReDeYe»), російськомовним ведучим — Іван Дьомкін («Faker»), китайськомовну команду очолював Ду Юнхан («78»).
Матчі групової стадії проходили в онлайн-режимі за межами палацу «Україна» без глядачів. Кожна з команд грала із власного приміщення в готелі Fairmont Hotel, де мешкали всі кіберспортсмени. Зустрічі відбувались одночасно в чотири потоки, кожен з яких транслювався на окремому каналі Twitch із професійними коментарями. Матчі, що показували на головному каналі, також додатково обговорювала Студія аналітики.
Зустрічі стадії плей-оф відбувались на очах глядачів у палаці «Україна» одна за одною. Кожна з команд знаходилась у звукоізольованих кабінах, а перебіг матчу транслювався на величезному екрані з англомовними коментарями ведучих, що знаходились поруч зі сценою. У перервах між картами на екрані показували аналіз ігор за участю експертів.

## Перебіг подій

### Груповий етап (24—25 квітня)
| Місце | Команда         | Загальний рахунок | Різниця по картах | Рахунок опонентів |
| ----- | --------------- | ----------------- | ----------------- | ----------------- |
| 1     | Team Secret     | 3-0               | 6-0               | 7-5               |
| 2     | Virtus.pro      | 3-0               | 6-1               | 5-7               |
| 3     | Invictus Gaming | 3-1               | 6-3               | 9-6               |
| 4     | TNC Pro Team    | 3-1               | 6-4               | 9-6               |
| 5     | OG              | 3-1               | 6-5               | 6-9               |
| 6     | Team Liquid     | 2-2               | 6-4               | 5-10              |
| 7     | Digital Chaos   | 2-2               | 5-5               | 10-5              |
| 8     | Thunderbirds    | 2-2               | 5-5               | 10-6              |
| 9     | Evil Geniuses   | 2-2               | 5-5               | 9-7               |
| 10    | VG.J            | 2-2               | 5-5               | 6-8               |
| 11    | Newbee          | 2-2               | 4-5               | 6-10              |
| 12    | Team Random     | 1-3               | 4-7               | 8-6               |
| 13    | Team Faceless   | 1-3               | 3-6               | 7-7               |
| 14    | Mousesports     | 1-3               | 3-6               | 7-8               |
| 15    | iG Vitality     | 0-3               | 2-6               | 4-8               |
| 16    | SG e-sports     | 0-3               | 1-6               | 6-6               |

Для проведення групового етапу було обрано швейцарську систему, згідно з якою всі команди потрапляють в одну групу та проводять чотири матчі у форматі «best of 3» проти суперників з аналогічним балансом перемог та поразок. За результатами групового етапу проводився посів для участі у плей-оф, що проходив за олімпійською системою. У кіберспорті швейцарська система часто використовувалась на турнірах з CS:GO, однак у плей-оф виходили лише вісім команд із шістнадцяти. Використання «швейцарки» на Kiev Major викликало бурхливу та переважно негативну реакцію спільноти Dota 2, оскільки, на відміну від Counter-Strike, перші два дні групового етапу не вирішували нічого, крім суперників команд в основній стадії.
Лише дві команди — Virtus.pro та Team Secret — пройшли перші три тури групового етапу без поразок, забезпечивши собі найслабкіших суперників в плей-оф. Їхніми опонентами стали колективи iG Vitality та SG e-sports, які своєю чергою не виграли жодної гри з трьох. Решта команд зіграли ще по одному матчу, і три з них здобули три перемоги з чотирьох, опинившись в верхній частині таблиці: Invictus Gaming, TNC та OG. В плей-оф перша команда з групи виходила на шістнадцяту (Team Spirit — SG), друга на п'ятнадцяту (Virtus.pro — iG Vitality) і так далі. «Найрівнішим» вважалось протистояння команд, що посіли восьме та дев'яте місця в групі (Thunderbirds — Evil Geniuses).
Результати групового етапу показали, що система розподілення прямих запрошень на турніри потребує доопрацювання. Valve критикували за надання «інвайтів» командам, що мали досягнення в минулому, але наразі знаходились в поганій формі: запрошені переможці TI6 Team Random та призер Boston Major Mousesports закінчили групу в нижній третині таблиці, а очолили її команди, які не отримали «інвайти». За всіма зустрічами, які проходили одночасно, було важко слідкувати, зустрічалось багато «прохідних» ігор, де колективи намагались сховати найкращі стратегії до стадії плей-оф і експериментували з героями. З іншого боку, швейцарська система, в якій ім'я наступного суперника залишалось невідомим, додала елемент непередбачуваності, нівелювала фактор підготовки до суперника, змусивши команди бути більш гнучкими.
| 24 квітня Перший раунд - Team Secret (2:0) Team VGJ - Invictus Gaming (2:0) mousesports - Team Random (2:1) iG.Vitality - OG (2:1) SG e-sports - Team Liquid (1:2) Thunderbirds - Team Faceless (0:2) Virtus.pro - Digital Chaos (2:0) Newbee - Evil Geniuses (0:2) TNC Pro Team Другий раунд - Invictus Gaming (2:0) OG — команди з 1 перемогою - Virtus.pro (2:1) Team Random - Thunderbirds (1:2) TNC Pro Team - Team Secret (2:0) Digital Chaos - Evil Geniuses (2:1) Team Faceless — команди без перемог - SG e-sports (0:2) Team Liquid - iG.Vitality (1:2) Team VGJ - Newbee (2:1) mousesports | 25 квітня Третій раунд - Virtus.pro (2:0) TNC Pro Team — команди з 2 перемогами - Invictus Gaming (0:2) Team Secret - Evil Geniuses (2:0) Newbee — команди з 1 перемогою - Team VGJ (1:2) Thunderbirds - OG (2:1) Team Random - Digital Chaos (2:1) Team Liquid - iG.Vitality (0:2) mousesports — команди без перемог - SG e-sports (0:2) Team Faceless Четвертий раунд - Evil Geniuses (1:2) Invictus Gaming — команди з 2 перемогами - OG (2:1) Thunderbirds - TNC Pro Team (2:1) Digital Chaos - Team VGJ (2:0) mousesports — команди з 1 перемогою - Team Faceless (0:2) Team Liquid - Team Random (0:2) Newbee Команди, що здобули три перемоги або не здобули жодної, не брали участь в останньому раунді |

### Плей-оф (27—30 квітня)

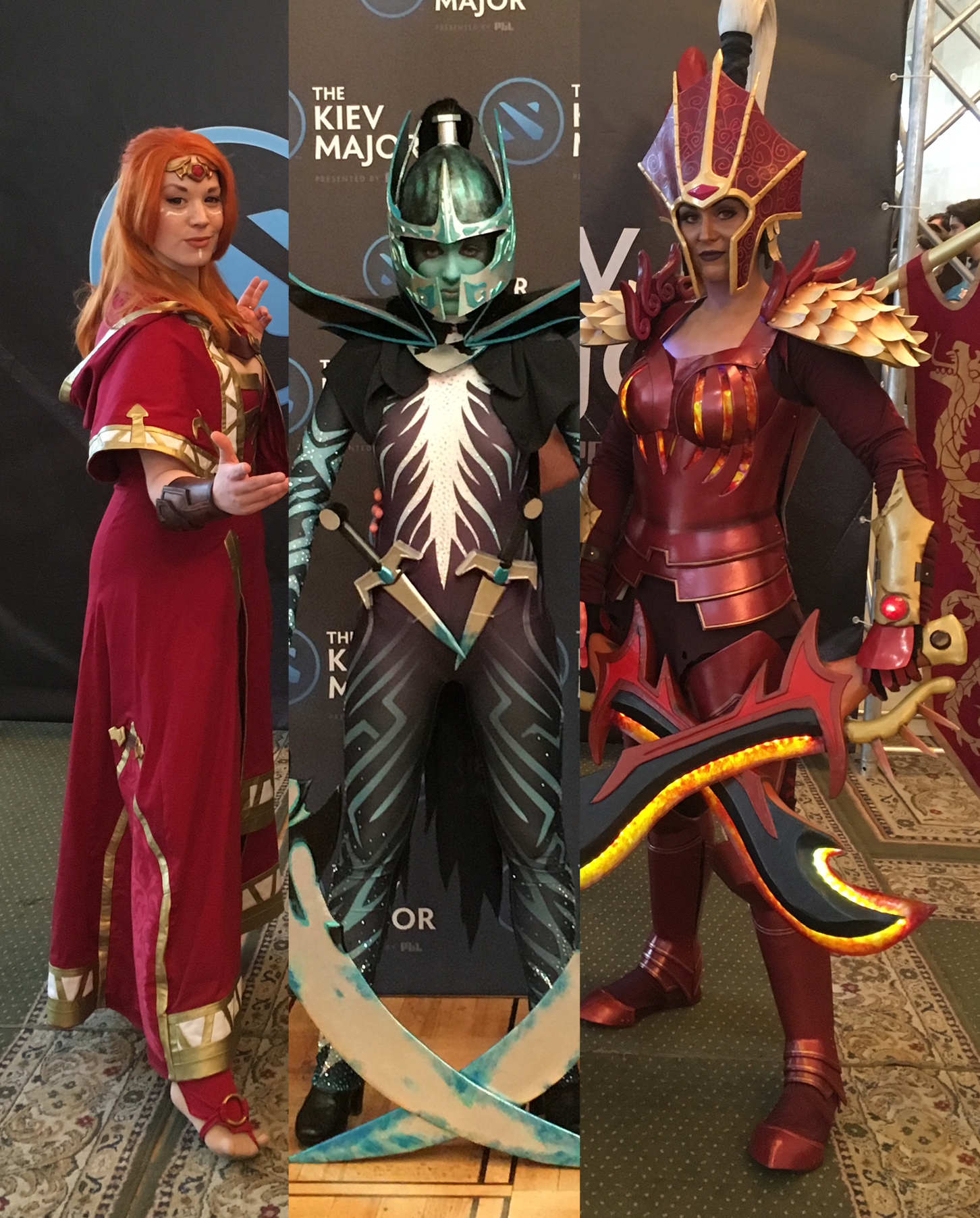
Косплей персонажів з Dota 2 у фоє палацу «Україна»: Ліна, Фантом Асасин та Легіон Командер.

Починаючи з першого раунду плей-оф, ігри відбувались на очах глядачів на сцені палацу «Україна». Зустрічі проходили у форматі «best of 3» (до двох перемог на картах), протягом дня проводилось чотири матчі один за одним; єдиним винятком був фінальний день, у який проводилось два півфінали «best of 3» та фінал «best of 5». Переможені колективи одразу залишали турнір, бо на відміну від багатьох кіберспортивних змагань, плей-оф Kiev Major проходив за олімпійською системою, а не за схемою «double elimination» (після двох поразок).
Серед восьми зустрічей першого раунду лише три закінчились сухими перемогами з рахунком 2:0. VG.J після невдалої групової стадії зуміли подолати американців Digital Chaos. Улюбленці спільноти СНД Virtus.pro завдяки агресивним стратегіям взяли гору над молодим китайським колективом Invictus Gaming. У північноамериканському дербі Evil Geniuses виявились сильнішими за Thunderbirds. У п'яти інших зустрічах боротьба точилась до останнього. Найбільшою сенсацією стала поразка європейського колективу Team Secret від маловідомих бразильців SG e-sports. Перша карта закінчилась швидкою перемогою фаворита за 30 хвилин, але в другій сильнішими виявились андердоги з Південної Америки, перервавши безпрограшну серію колективу Клемента Іванова, що тривала 20 карт поспіль. Вирішальна карта тривала 57 хвилин і закінчилась перемогою бразильців завдяки чудовій грі керрі-гравців Вільяма Медейроса («hFN») та Адріано Мачадо («4dr»).
На відміну від першого раунду змагань, чотири чвертьфінальні матчі пройшли більш передбачувано. Європейці з Team Liquid здолали другого поспіль суперника з Китаю, слідом за Newbee відправивши додому Invictus Gaming: попри поразку на першій карті, Team Liquid зуміли розвернути хід зустрічі після блискавичної гри офлейнера Івана Іванова («MinD_ContRoL»). Ще один європейський колектив OG за схожим сценарієм подолав найсильнішу південноамериканську команду Team Faceless: після поразки на першій карті виняткову гру продемонстрував мідлейнер Анатан Фам («Ana»), який у двох наступних зібрав 37 «вбивств» та лише 3 «смерті». Єдина надія СНД-сцени, колектив Virtus.pro продовжив безпрограшну серію, здолавши китайських аутсайдерів Vici Gaming J. Нарешті, дуель американських колективів та частих спаринг-партнерів закінчилась перемогою більш досвічених Evil Genius над авторами головної сенсації першого раунду з SG e-sports.

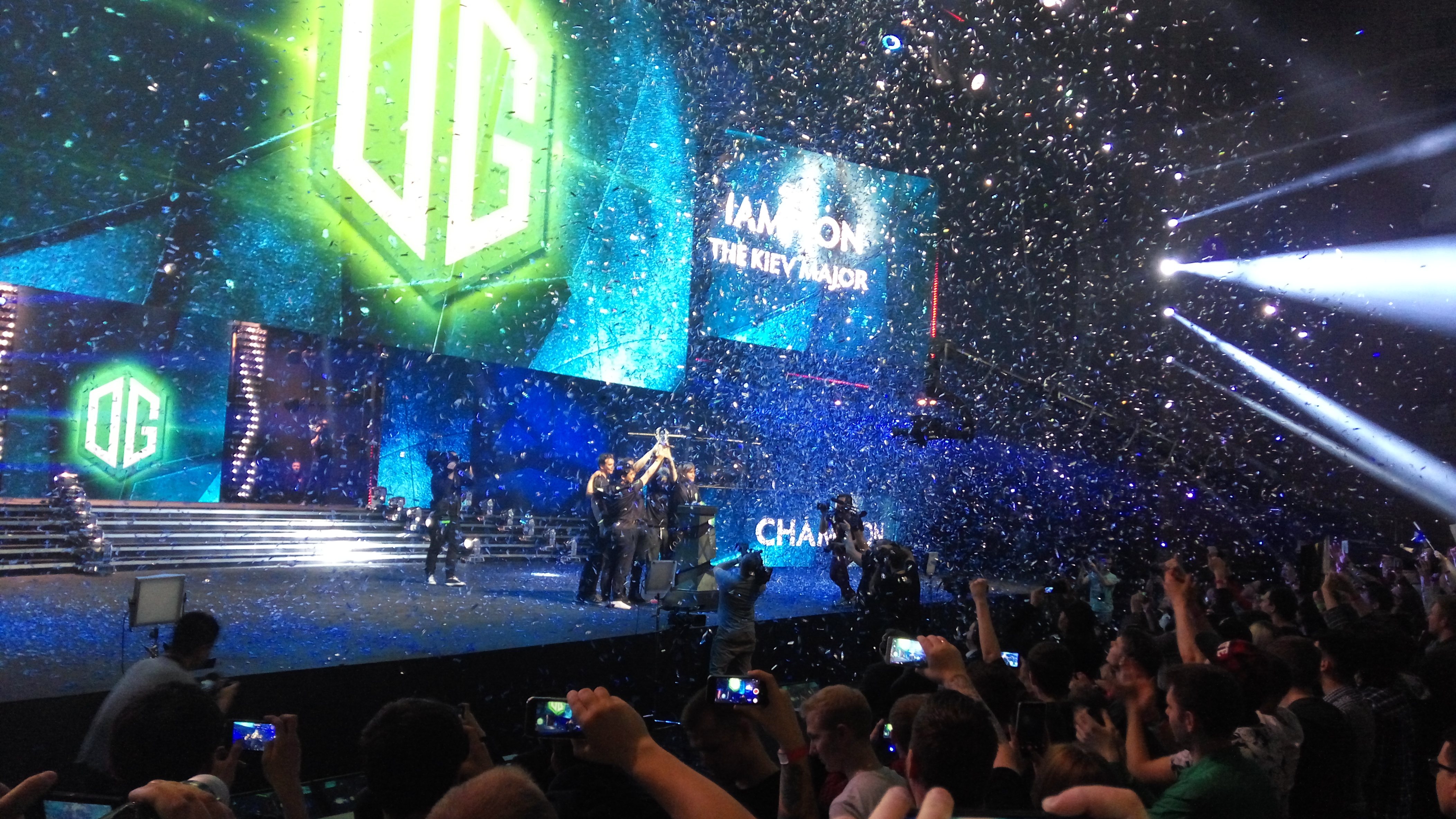
Переможцем Kiev Major стала європейська команда OG

У першому півфіналі зійшлися Virtus.pro та Invictus Gaming. Обидві карти пройшли за схожим сценарієм: рівна боротьба з вирішальною перевагою Virtus.pro у закінченні гри. Одним з найкращих гравців у складі переможців став Павло Хвастунов («9pasha»), який обидва матчі провів на «сигнатурному» герої Магнусі. Інший півфінал між OG та Evil Geniuses також закінчився з рахунком 2:0. OG вчетверте отримали право участі у фіналі «мейджору», а перемогу європейському колективу знову забезпечив Анатан Фам («Ana»), який закінчив зустрічі із KDA 11/3/12 на Ембер Спіріті та 11/3/12 на Темплар Асасин.
Фінальна зустріч між Virtus.pro та OG тривала до трьох перемог на картах. Першу карту виграли гравці OG, але Virtus.pro зрівняли рахунок після вдалої гри керрі Романа Кушнарьова («Ramzes»), який упевнено відіграв на Терорблейді. Третя карта пройшла за домінації Virtus.pro і рахунок став 2:1 на їхню користь. Опинившись за крок від поразки, OG зуміли зрівняти рахунок, «вкравши» Терорблейда під час стадії піків. На вирішальній п'ятій карті Virtus.pro забанили Терорблейда та взяли собі Алхіміка. Перші 35 хвилин OG ледве стримували атаки опонентів, але зуміли провести вдалий бій навколо Рошана, після чого довели карту і зустріч загалом до перемоги з рахунком 3:2.
|  | Перший раунд    | Перший раунд |               |                 | Другий раунд | Другий раунд |  |  | Півфінал | Півфінал |  |  | Фінал | Фінал |  |
|  |                 |              |               |                 |              |              |  |  |          |          |  |  |       |       |  |
|  | Invictus Gaming | 2            |               |                 |              |              |  |  |          |          |  |  |       |       |  |
|  | Invictus Gaming | 2            |               |                 |              |              |  |  |          |          |  |  |       |       |  |
|  | Mousesports     | 1            |               |                 |              |              |  |  |          |          |  |  |       |       |  |
|  | Mousesports     | 1            |               | Invictus Gaming | 2            |              |  |  |          |          |  |  |       |       |  |
|  |                 |              |               | Invictus Gaming | 2            |              |  |  |          |          |  |  |       |       |  |
|  |                 |              | Team Liquid   | 1               |              |              |  |  |          |          |  |  |       |       |  |
|  | Team Liquid     | 2            | Team Liquid   | 1               |              |              |  |  |          |          |  |  |       |       |  |
|  | Team Liquid     | 2            |               |                 |              |              |  |  |          |          |  |  |       |       |  |
|  | Newbee          | 1            |               |                 |              |              |  |  |          |          |  |  |       |       |  |
|  | Newbee          | 1            |               | Invictus Gaming | 0            |              |  |  |          |          |  |  |       |       |  |
|  |                 |              |               |                 |              |              |  |  |          |          |  |  |       |       |  |
|  |                 |              | Virtus.pro    | 2               |              |              |  |  |          |          |  |  |       |       |  |
|  | Digital Chaos   | 0            | Virtus.pro    | 2               |              |              |  |  |          |          |  |  |       |       |  |
|  | Digital Chaos   | 0            |               |                 |              |              |  |  |          |          |  |  |       |       |  |
|  | VG.J            | 2            |               |                 |              |              |  |  |          |          |  |  |       |       |  |
|  | VG.J            | 2            |               | VG.J            | 1            |              |  |  |          |          |  |  |       |       |  |
|  |                 |              |               | VG.J            | 1            |              |  |  |          |          |  |  |       |       |  |
|  |                 |              | Virtus.pro    | 2               |              |              |  |  |          |          |  |  |       |       |  |
|  | Virtus.pro      | 2            | Virtus.pro    | 2               |              |              |  |  |          |          |  |  |       |       |  |
|  | Virtus.pro      | 2            |               |                 |              |              |  |  |          |          |  |  |       |       |  |
|  | iG Vitality     | 0            |               |                 |              |              |  |  |          |          |  |  |       |       |  |
|  | iG Vitality     | 0            |               | Virtus.pro      | 2            |              |  |  |          |          |  |  |       |       |  |
|  |                 |              |               |                 |              |              |  |  |          |          |  |  |       |       |  |
|  |                 |              | OG            | 3               |              |              |  |  |          |          |  |  |       |       |  |
|  | TNC Pro Team    | 1            | OG            | 3               |              |              |  |  |          |          |  |  |       |       |  |
|  | TNC Pro Team    | 1            |               |                 |              |              |  |  |          |          |  |  |       |       |  |
|  | Team Faceless   | 2            |               |                 |              |              |  |  |          |          |  |  |       |       |  |
|  | Team Faceless   | 2            |               | Team Faceless   | 1            |              |  |  |          |          |  |  |       |       |  |
|  |                 |              |               | Team Faceless   | 1            |              |  |  |          |          |  |  |       |       |  |
|  |                 |              | OG            | 2               |              |              |  |  |          |          |  |  |       |       |  |
|  | OG              | 2            | OG            | 2               |              |              |  |  |          |          |  |  |       |       |  |
|  | OG              | 2            |               |                 |              |              |  |  |          |          |  |  |       |       |  |
|  | Team Random     | 1            |               |                 |              |              |  |  |          |          |  |  |       |       |  |
|  | Team Random     | 1            |               | OG              | 2            |              |  |  |          |          |  |  |       |       |  |
|  |                 |              |               |                 |              |              |  |  |          |          |  |  |       |       |  |
|  |                 |              | Evil Geniuses | 0               |              |              |  |  |          |          |  |  |       |       |  |
|  | Thunderbirds    | 0            | Evil Geniuses | 0               |              |              |  |  |          |          |  |  |       |       |  |
|  | Thunderbirds    | 0            |               |                 |              |              |  |  |          |          |  |  |       |       |  |
|  | Evil Geniuses   | 2            |               |                 |              |              |  |  |          |          |  |  |       |       |  |
|  | Evil Geniuses   | 2            |               | Evil Geniuses   | 2            |              |  |  |          |          |  |  |       |       |  |
|  |                 |              |               | Evil Geniuses   | 2            |              |  |  |          |          |  |  |       |       |  |
|  |                 |              | SG e-sports   | 1               |              |              |  |  |          |          |  |  |       |       |  |
|  | Team Secret     | 1            | SG e-sports   | 1               |              |              |  |  |          |          |  |  |       |       |  |
|  | Team Secret     | 1            |               |                 |              |              |  |  |          |          |  |  |       |       |  |
|  | SG e-sports     | 2            |               |                 |              |              |  |  |          |          |  |  |       |       |  |

## Статистика

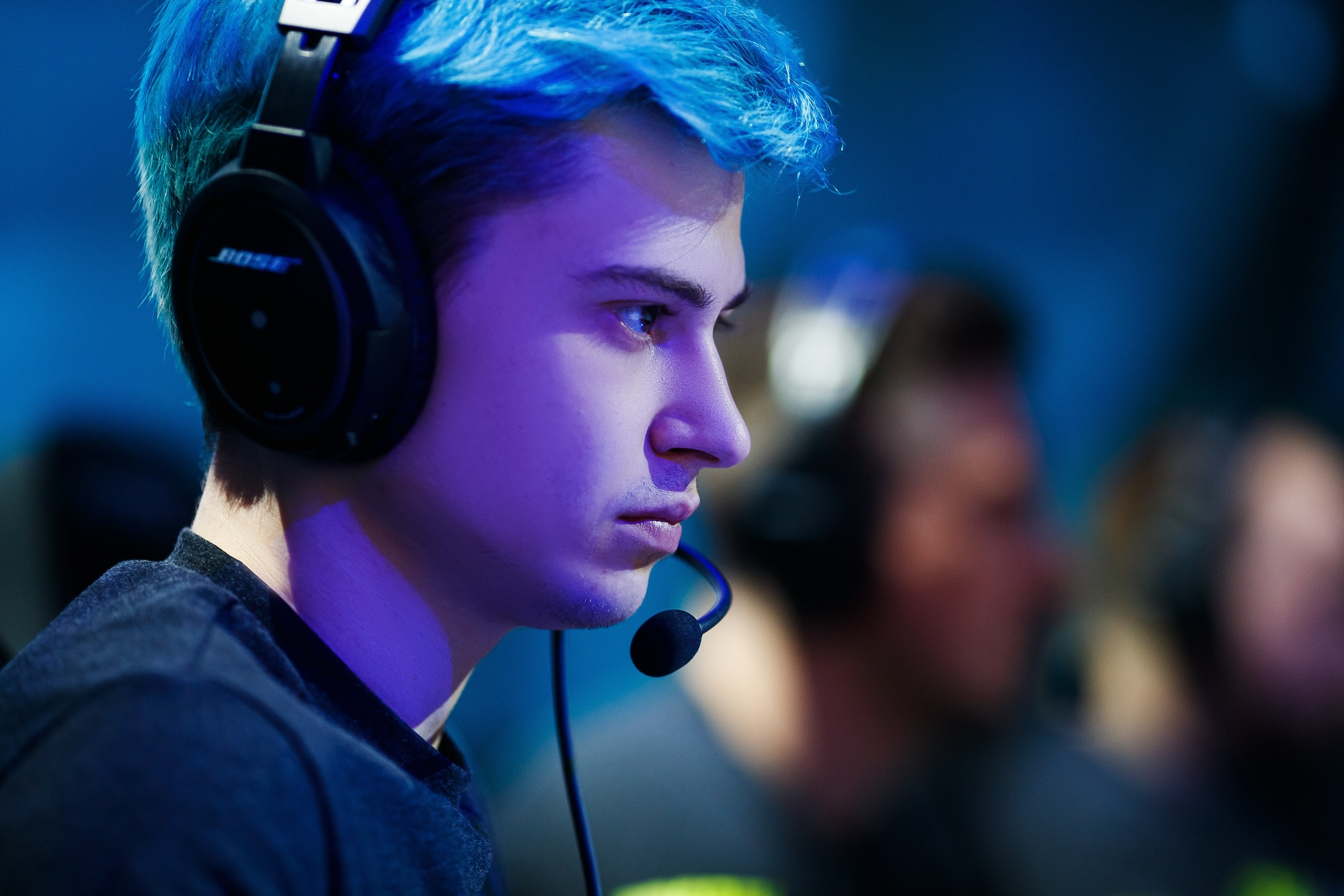
Роман Кушнарьов (RAMZES666)

Всього було зіграно 116 ігор (74 в групі, та 42 в плейоф) за участі 16 команд, що на 31 гру більше, ніж на Boston Major (85 ігор). Середня довжина матчу склала 42:51, що більш ніж на 14 % довше, ніж на Boston Major (37:05). Довші ігри пов'язували із новим патчем Dota 2 7.05, завдяки якому в меті опинилися такі герої, як Спектра, Терорблейд та Нага Сирена, сильні в пізніх стадіях гри. Сили світу перемагали в 45,69 % ігор, сили пітьми — у 54,31 % матчів. 10 серій фінальної частини з 15 гралися до вирішальної карти, що стало найкращим показником з часів The International 3.

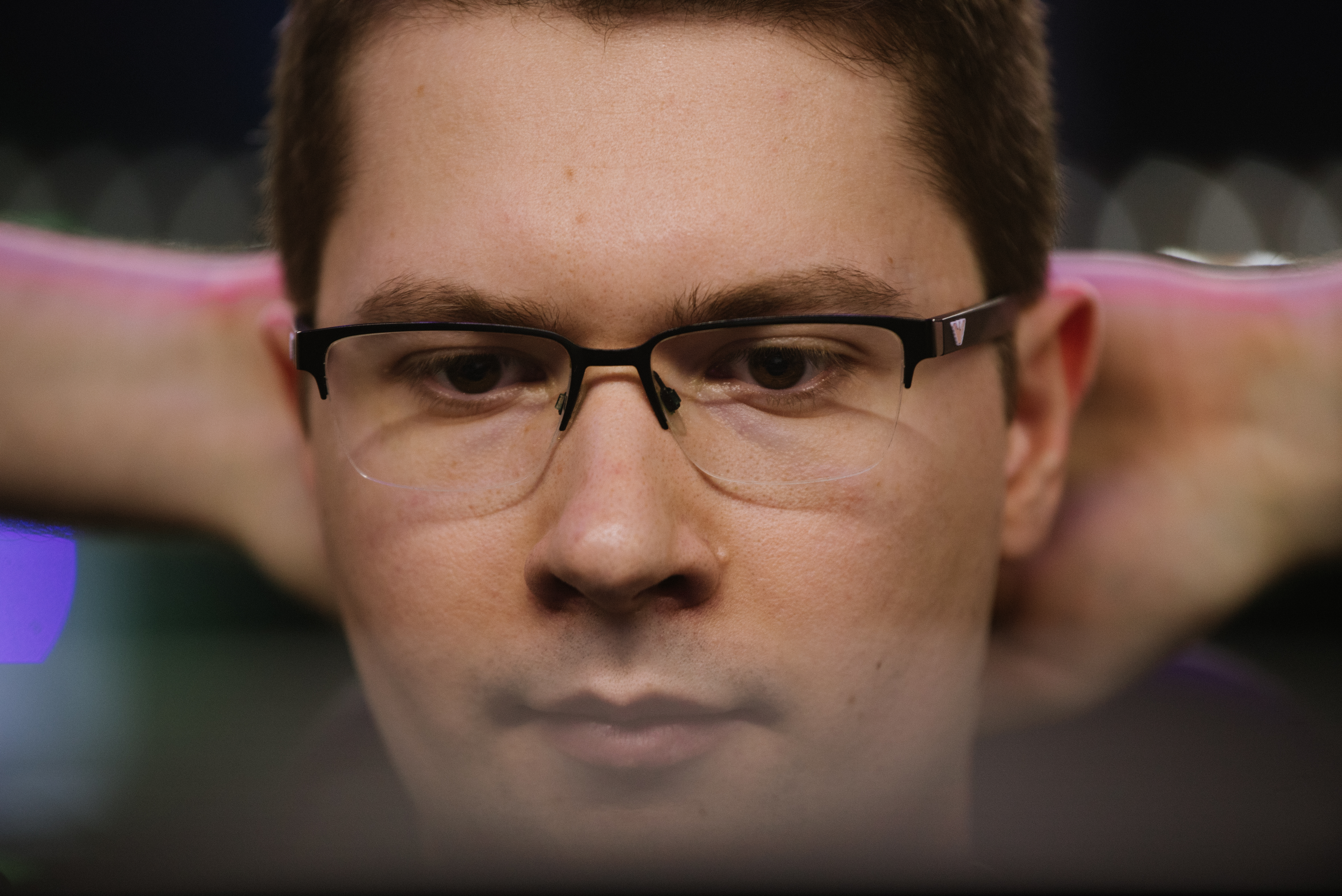
Клемент Іванов (Puppey)

Найкращі статистичні показники належали гравцям з СНД-регіону. Керрі Virtus.pro Роман Кушнарьов (RAMZES666) мав найбільший показник KDA (відношення кількості вбивств та асистів до кількості смертей) — 7,84, та заробив в середньому найбільше золота за гру — 674. Капітан команди Team Secret Клемент Іванов (Puppey) набрав найбільшу кількість асистів, допомагаючи своїм партнерам в середньому 17 разів за гру.
Лише три команди взяли участь у Kiev Major та всіх чотирьох попередніх «мажорах»: OG, Newbee та Evil Geniuses. На київському турнірі найкращу статистику мала команда Team Secret, яка виграла сім ігор з дев'яти (77,78 %), в той час, як переможці OG виграли лише 62,50 % своїх матчів.
Найбільш обираним героєм стала Крістал Мейден, яка з'явилася в 54 іграх зі 116. Іншими популярними героями стали Манкі Кінг (43 піки), Варлок (42), Трент Протектор (36) та Ембер Спіріт (35). Найчастіше викреслювали Трент Протектора — в 51 грі; іншими героями, яким забороняли участь в грі, були Іо (50 банів), Манкі Кінг (45), Легіон Командер (43) та Нага Сирена (42). Найбільшого успіху досягали команди, що обирали до свого складу Терорблейда — цього героя було обрано 18 разів, і він мав відсоток перемог 83,33 %. Іншими героями з найбільшим відсотком перемог стали Лікан (6 піків, 83,33 %), Віндрейнджер (6 піків, 83,33 %), Енігма (10 піків, 80 %) та Сларк (18 піків, 77,78 %). Всього під час турніру було обрано 99 різних героїв, що перевищило показники Boston Major (89 героїв); в плейоф взяли участь 93 герої (проти 82 на Boston Major та 81 на DAC 2017).
За даними сайту Esports Charts, онлайн-трансляція турніру тривала 91 годину 20 хвилин. В середньому на всіх каналах Twitch.tv за матчами спостерігали одночасно близько 320 тис. глядачів, а рекорд встановила фінальна гру турніру, яка мала піковий онлайн 842 585 глядачів.

## Підсумки
| Місце | Призові   | Команди                                                                                               |
| ----- | --------- | --- |
| 1     | $ 1 000   | OG |
| 2     | $ 500 000 | Virtus.pro                                                                                            |
| 3-4   | $ 250 000 | Invictus Gaming, Evil Geniuses                                                                        |
| 5-8   | $ 125 000 | Team Liquid, Team Faceless, Team VGJ, SG e-sports                                                     |
| 9-16  | $ 62 500  | mousesports, Newbee, Digital Chaos, iG Vitality, TNC Pro Team, Team Random, Thunderbirds, Team Secret |

Переможцями в складі OG стали данець Юхан Сундштайн («n0tail»), австралієць Анатан Фам («Ana»), швед Густав Магнусон («s4»), ізраїльтянин Таль Айзік («Fly») та фін Джері Вайніка («JerAx»), а також тренер, француз Себастьян Дебс («7ckngMad»). За перше місце OG отримали головний приз турніру — один мільйон доларів США та кубок у вигляді ігрового артефакту Mystic Staff, який в Dota 2 підвищує інтелект героїв. Київський турнір став останнім перед чемпіонатом світу The International 2017, тому своєю перемогою OG фактично гарантували собі пряме запрошення. Virtus.pro, які стали першим колективом з СНД, що виступив у фіналі мейджора, отримали 500 тисяч доларів. В складі команди срібними призерами стали два українські гравці Володимир Міненко («Noone») та Ілля Іллюк («Lil»), разом з українським тренером Іваном Антоновим («Artstyle»).
Вигравши Kiev Major, колектив OG встановив унікальне досягнення, вигравши чотири з п'яти турнірів серії Major. І хоча наступний «мейджор» скорився OG лише у 2022 році, в проміжку між цими подіями команда двічі поспіль ставала чемпіоном світу у 2018 та 2019 роках. Щодо Virtus.pro, колектив з СНД зумів швидко оговтатись від поразки та протягом 2017—2018 років домінував на дота-сцені, вигравши Major-турніри в Гамбурзі, Катовицях, Бухаресті, Бірмінгемі та Куала-Лумпурі. Але саме турнір в Києві вперше продемонстрував, що той склад Virtus.pro дійсно здатен боротись за найвищі місця на світових турнірах, гідно представляючи регіон.
Попри побоювання щодо проведення великого турніру в регіоні СНД, київський мейджор запам'ятався напруженим та видовищним фіналом, чудовими візуальними ефектами на сцені та несамовитою підтримкою вболівальників. За словами капітана OG Таля Айзіка: «Це був один з найшаленіших мейджор-турнирів, у яких ми брали участь!» Серед основних недоліків відзначали місто проведення турніру та незвичний формат змагань, а український коментатор Віталій Волочай («v1lat») взагалі назвав його «найдерьмовішим мейджором в історії», який «витягли зі дна глядачі у залі». Проте на тлі попереднього «мейджору», який відбувся в Шанхаї та запам'ятався численими проблемами з розкладом, трансляцією та ігровими місцями, київський турнір залишив непогане враження, і вже за чотири роки Києву було довірено проведення ще одного заходу найвищого рівня зі світу Dota 2, турніру WePlay AniMajor 2021.

## Документальний фільм True Sight
В травні 2017 року на офіційному каналі Dota 2 вийшов черговий епізод документального серіалу True Sight (укр. Справжній зір), присвячений зустрічі OG та Virtus.pro у фіналі Kiev Major. За форматом він суттєво відрізнявся від попередніх частин, в яких було показано підготовку команд Evil Geniuses та Fnatic до турнірів, в яких вони виступили не дуже вдало. Цього разу Valve вирішили зосередитись лише на фінальній грі турніру та зробили документальне відео доступним для усіх, хоча раніше його бачили лише володарі «бойового пропуску», придбаного всередині Dota 2.
36-хвилинний документальний фільм став набагато більш успішним та популярним, аніж два попередні епізоди. Глядачі нарешті змогли побачити закулісся гри та емоції гравців під час матчів. Через відсутність цензури та наявність ненормативної лексики, багато цитат з матчу стали мемами та крилатими висловами в дота-спільноті (зокрема, фраза Олексія Березіна «Хлопці, що ж ми надрафтили, ***»). Деякі шанувальники Virtus.pro залишились незадоволеними монтажем, бо їхніх улюбленців показали «поганими хлопцями», а суперників та переможців занадто ідеалізували. Попри це, відео мало шалену популярність і Valve зберегли цей формат для наступних частин, які знімались під час The International.
У 2022 році — через п'ять років після виходу оригінального епізоду — було випущено розширений випуск True Sight, присвячений фіналу Kiev Major. Випущений на п'ятьох різних мовах, документальний фільм містив додаткові цікаві факти та статистику про учасників зустрічі, хоча відеоматеріали залишились без змін.